# Невидимець
«Невидимець» (англ. The Invisible Man) — роман англійського письменника Герберта Велза. Написаний в 1897 році. У своєму романі Велз виступав проти популярних у ті часи ідей надлюдини, що нібито має право управляти слабшими або менш розумними людьми й навіть знищувати їх.
Українською роман переклали Микола Іванов і Дмитро Паламарчук в 1977 році.

## Сюжет
Роман починається з прибуття до готелю «Карета і коні» місіс Гол в Айпінгу дивного постояльця, який не знімає одягу, навіть капелюха, а його голова вся закутана бинтами. Згодом він розповідає, що є дослідником і отримав травму. Постоялець швидко викликав підозри наче він злочинець, що ховається від правосуддя, а за дивний вигляд йому дали прізвисько «людина-примара».
Згодом місцевий лікар Кас помітив, що в постояльця немає руки, хоча одяг тримався так, ніби вона є. Також кільком людям вдалося побачити рух предметів у його номері. Крадіжка грошей вікарія тільки утвердила підозри. Коли розгнівана місіс Гол стала вимагати пояснень, постоялець зняв бинти, під якими не було нічого. Налякавши цим присутніх, він скинув одяг і, невидимий, утік.
В пошуках нового житла й одягу невидимець знайшов містера Томаса Марвела, якому запропонував свої послуги. Невидимець прийшов до готелю за своїми речами, що швидко викрили. Вчинивши погром, Невидимець втік, після чого почав масово красти гроші, використовуючи Марвела, щоб сховати їх. Новини швидко поширилися і невидимця почали переслідувати, що завершилося кульовим пораненням в руку.
Невидимець звернувся за підтримкою до вченого Кемпа з яким колись разом навчався. Йому він розкрив, що він — вчений-фізик Гриффін, який винайшов машину, що робить людину невидимою (і, разом цим, препарат, що знебарвлює кров). Щоправда, для повної невидимості людина повинна бути альбіносом, яким був сам Гриффін. Гриффін не хотів завчасно оприлюднювати своє відкриття, щоб пізніше створити більшу сенсацію. Вкравши гроші у батька, він якийсь час жив за них. У нього з'явилася ідея «зникнути» і почати зовсім нове життя невидимця. Гриффін перейшов у невидимий стан і підпалив будинок, де жив, щоб замести сліди. Спочатку він почував себе «зрячим у місті сліпих». Однак незабаром виявилося, що його становище не настільки вже й заздрісне. Він не міг зробити невидимими їжу й одяг, так що йому доводилося ходити голим і мерзнути, а їсти дуже рідко й таємно від інших людей. Бруд налипав на тіло, видаючи його присутність. Він не міг також і оголосити про себе, тому що побоювався, що тоді його ув'язнять і стануть показувати в клітці наче незвичайну тварину. Врешті Гриффін переодягнувся в людину, яка прийшла до готелю «Карета і коні».
Гриффін запропонував Кемпу почати кампанію терору з допомогою своєї невидимості, метою якої було б захоплення влади. Але Кемп відмовився співпрацювати з невидимцем і викликав поліцію. Тоді невидимець сам засудив Кемпа до смерті й почав полювати на нього. Та Кемп повідомив про невидимця поліції, і тоді його стали активно розшукувати. Зрештою це привело до загибелі Гриффіна від розгніваного натовпу. Після смерті його тіло стало видимим.
Секрет невидимості так і не встановили, тому що свою машину Гриффін знищив, а його записи викрав Томас Марвел. Марвел за гроші Гриффіна розбагатів та наївно сподівався самостійно розгадати секрет і стати невидимцем, але втілити цю мрію йому не вдалося.

## Персонажі
- Гриффін (Невидимець) — головний герой і титульний персонаж. Гриффін – геніальний, але аморальний вчений, який відкриває спосіб стати невидимим. Спочатку він хоче використати своє відкриття для особистої вигоди, але поступово стає дедалі нестабільнішим, вдаючись до насильства і терору, щоб підкорити інших.
  - Незнайомець (псевдонім Гриффіна) — Гриффін використовує цей псевдонім, коли вперше прибуває до Айпінга, закутаний у бинти і темні окуляри, щоб приховати свою невидимість. Його загадкова зовнішність і дивна поведінка викликають підозри і тривогу серед селян.
- Доктор Кемп — знайомий Гриффіна з університету і один із небагатьох, хто дізнається про його невидимість. Кемп уособлює розум і моральність, протистоїть планам Гриффіна і допомагає організувати його захоплення.
- Місіс Голл — господиня готелю «Карета і коні» у селі Айпінг, де Гриффін ховається на початку історії. Вона підозрює його дивну поведінку і стає свідком його руйнівних дій.
- Містер Голл — чоловік місіс Голл і співвласник готелю. Він менш допитливий, ніж його дружина, але стає втягнутим у події, коли поведінка Гриффіна починає загрожувати селу.
- Томас Марвел — бродяга, якого Гриффін змушує стати своїм неохочим помічником. Гриффін використовує Марвела для своїх планів і перевезення своїх речей. Згодом Марвел зраджує Гриффіна і привласнює частину його досліджень.
- Полковник Ед’ї — начальник поліції сусіднього міста. Ед’ї працює разом із доктором Кемпом, щоб зупинити Гриффіна, і відіграє важливу роль у його затриманні.
- Мешканці Айпінга — селяни, які зустрічаються з Гриффіном під час його перебування в селі. Їхній страх і здивування підкреслюють руйнівну силу невидимості Гриффіна.

## Екранізації

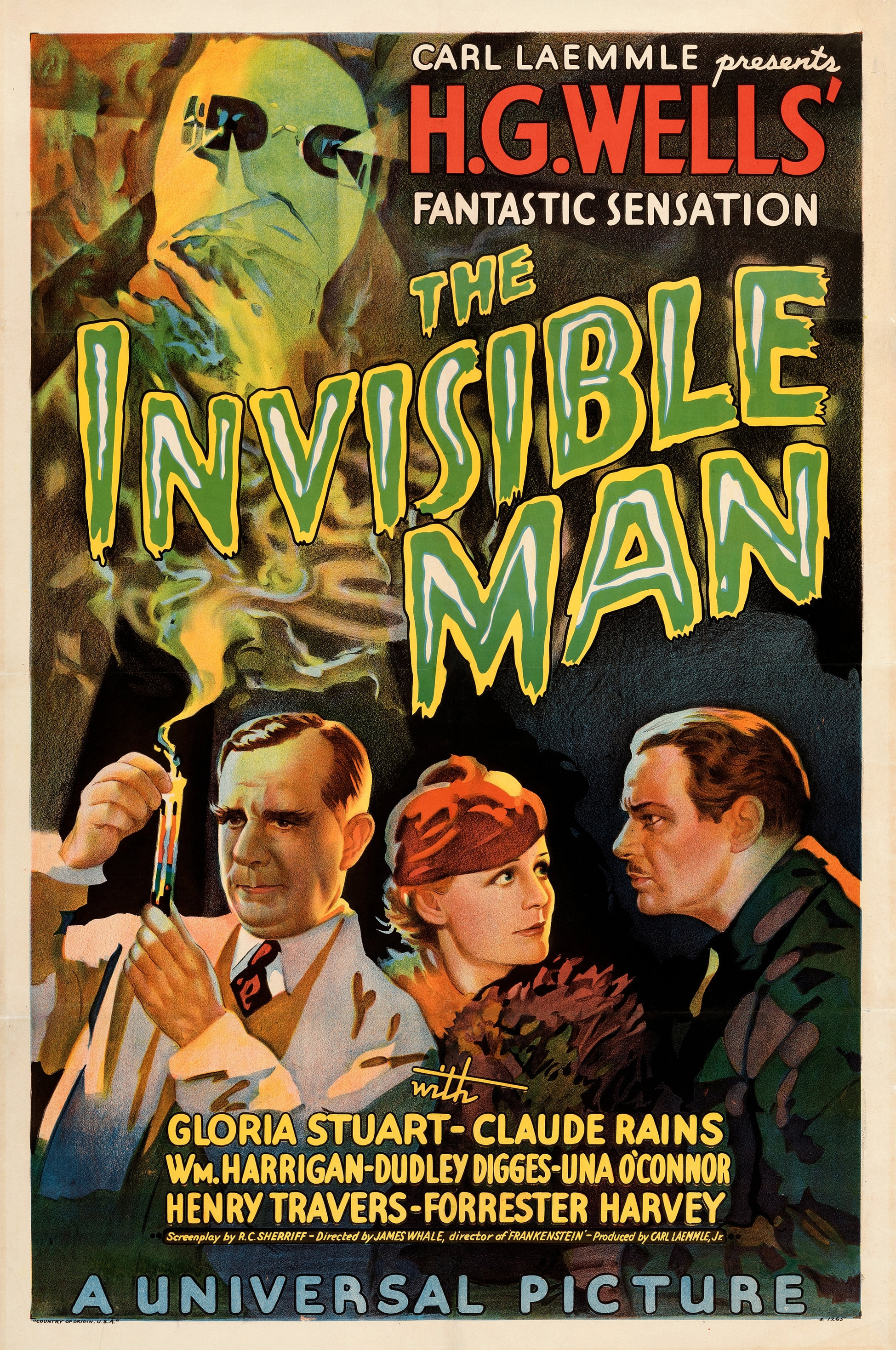
Постер фільму 1933 року

- Постер фільму 1933 рокуЛюдина-невидимка (The Invisible Man, 1933)
- Невидимець (The Invisible Man, 1957) — телесеріал
- Людина-невидимка (Человек-невидимка, 1977) — телесеріал
- Невидимець (The Invisible Man, 1984) — телесеріал
- Людина-невидимка (Человек-невидимка, 1984) — телесеріал

## Твори за мотивами

### Кіно
- Невидимець повертається (The Invisible Man Returns, 1940)
- Невидима жінка (The Invisible Woman, 1940)
- Невидимий агент (Invisible Agent, 1942)
- Помста невидимця (The Invisible Man's Revenge, 1944)
- Ебботт і Костелло зустрічають невидимця (Abbott and Costello Meet the Invisible Man, 1951)
- Ебботт і Костелло зустрічають Франкенштейна (Abbott and Costello Meet Frankenstein, 1948)
- Неймовірний прозорий чоловік (The Amazing Transparent Man, 1960
- Зграя божевільних монстрів? (Mad Monster Party?,1967)
- Амазонка на Місяці (Amazon Women on the Moon, 1987)
- Невидима дитина (The Invisible Kid, 1988)
- Спогади людини-невидимки (Memoirs of an Invisible Man, 1992)
- Невидимка (Hollow Man, 2000)
- Невидимка 2 (Hollow Man 2, 2006)
- Людина-невидимка (The Invisible Man, 2020)

### Телебачення
- Божевільні, божевільні, божевільні монстри (Mad, Mad, Mad Monsters, 1972)
- Невидимець (The Invisible Man, 1975)
- Двійник (Gemini Man, 1976)
- Невидимець (The Invisible Woman, 1983)
- Невидимець (The Invisible Man, 1984)
- Людина-невидимка (The Invisible Man, 2000)
- Людина-невидимка (The Invisible Man, 2005) — анімація

## Критика
Описаний в романі спосіб стати невидимим зазнавав критики вчених. Популяризатор науки Яків Перельман в 1913 році зазначив, що невидимець Велза був би сліпим. У творі вказано, що показник заломлення тіла невидимця рівний показнику в повітря, але в такому разі кришталик ока не міг би заломлювати світло, а також воно вільно проходило б крізь сітківку. У тексті роману згадується, що сітківка все-таки зберігала видимість, виглядаючи як напівпрозорі плямки, але нормального зору Гриффін не мав би.

## Видання українською мовою
- Уеллс Г. Війна світів / Г. Уеллс. — Київ: Дніпро, 1977. — 465 с. (збірник)
- Уеллс, Герберт. Невидимець: Фантаст. романи / Пер. з англ. Д. Паламарчука і М. Іванова; Післям. Т. Денисової. — Донецьк: Донбас, 1993.
- Веллс Г. Дж. Невидимець: роман / Герберт Джордж Веллс; пер. з англ. Микола Іванов — Л.: Піраміда, 2006. — 224 с. (Серія «Піраміда пригод»).
- Герберт Джордж Веллс. Невидимець. Машина часу; пер. з англ. Миколи Іванова — Київ: Наш Формат, 2015. — 248с.